# Jenő Csaknády
Jenő Csaknády (* 20. September 1924 in Ungarn; † 7. Januar 2001 in Mainaschaff, Deutschland) war ein ungarischer Fußballtrainer und Buchautor, der den Großteil seiner Karriere in Westdeutschland und Griechenland verbrachte. Mit AEK Athen wurde er zweimal Meister.

## Leben und Karriere
Nach dem Zweiten Weltkrieg besuchte Csaknády die ungarische Hochschule für Leibeserziehung und schloss diese 1950 mit dem Staatsexamen ab. Danach war er als Gymnasiallehrer und Jugendtrainer tätig. 1955 verfasste er gemeinsam mit dem Erfolgstrainer Márton Bukovi das Standardwerk Die ungarische Fußballschule. 
Nach der Niederschlagung des ungarischen Volksaufstands gelangte er über Österreich nach Westdeutschland, wo er eine Karriere als Profitrainer startete. Seine erste Station war die SpVgg Fürth in der Oberliga Süd, die er 1957 übernahm und zwei Saisonen lang betreute. Danach betreute er den 1. FC Saarbrücken, den er 1961 zum Meistertitel in der Oberliga Südwest führte. Im Kampf um die deutsche Meisterschaft schied die Mannschaft in der Vorrunde allerdings als Gruppenletzter aus. Csaknády verließ den Verein und nahm ein Angebot des Zweitligisten Stuttgarter Kickers an, wurde aber vier Spieltage vor Saisonende von Albert Sing abgelöst, welcher dem abstiegsbedrohten Verein die Klasse sicherte.
1962 übernahm Csaknády den Trainerposten bei AEK Athen und führte die Mannschaft auf Anhieb zum griechischen Meistertitel. Im November 1963 löste er Herbert Widmayer als Trainer des 1. FC Nürnberg ab, was den ersten Trainerwechsel in der Geschichte der neu gegründeten Bundesliga darstellte. Nach einem neunten Platz in der Abschlusstabelle verließ er den Club, unternahm eine Studienreise zu französischen sowie englischen Vereinen und verfasste eine Biographie seines Landsmannes Béla Guttmann. 1965 kehrte er nach Nürnberg zurück und konnte die Saison auf dem sechsten Platz beenden. In der Folgesaison geriet der Club in den Abstiegskampf und Csaknády wurde im November 1966 vom Trainer der Amateurmannschaft Jenő Vincze abgelöst.
Der Trainer kehrte an die Stätte seines größten Erfolges zurück und holte mit dem AEK Athen 1968 seinen zweiten Meistertitel. Danach war er noch für PAOK Saloniki tätig. Nach einer Studienreise durch Brasilien übernahm er im Februar 1971 den abstiegsbedrohten Racing Straßburg, legte sein Amt jedoch schon zwei Monate später zurück, als die Spieler nicht zu einem von ihm angeordneten gemeinsamen Ausflug erschienen. Racing stieg schließlich als Drittletzter der 20er Liga ab. 
Für Csaknády war Racing Straßburg die letzte Station im Profifußball. Er kehrte nach Westdeutschland zurück und war die nächsten 20 Jahre bis zu seiner Pensionierung als Gymnasiallehrer an der Musterschule in Frankfurt am Main tätig.

## Erfolge
- 2× griechischer Meister: 1963, 1968
- 1× Meister Oberliga Südwest: 1961

## Bücher
- Lehrmethodik der Fußballnachwuchsspieler (1954)
- Die ungarische Fußballschule (1955, mit Márton Bukovi)
- Die Béla Guttmann Story. Hinter den Kulissen des Weltfußballs (1964)
- Fußball ohne Brutalität. Erster Ehrenkodex des Fußball-Wettkampfs (1997)